# Herman Trunk
Herman Trunk jr. (* 31. Oktober 1894 in Brooklyn; † 16. August 1963 ebenda) war ein US-amerikanischer Maler, der im Umfeld der modernistischen Bewegung der 1920er und 1930er Jahre tätig war. Er stellte gemeinsam mit einigen der bekanntesten Künstler seiner Zeit aus, darunter Charles Demuth, John Marin, Stuart Davis, Joseph Stella, Joseph Pollet, Edward Hopper und Arthur Dove.

## Leben
Herman Trunk wurde in New York City geboren und verbrachte den Großteil seines Lebens im elterlichen Haus in Brooklyn, in dem sich eine Buchdruckerei befand. Schon als Kind zeigte er Interesse an Kunst und besuchte später abends Kurse am Pratt Institute in Brooklyn. Während des Ersten Weltkriegs diente er im 176. Pursuit Squadron in Europa. Nach seiner Rückkehr im Jahr 1919 studierte er an der Art Students League bei John Sloan und Hayley Lever. Die Sommerworkshops absolvierte er bei Henry Lee McFee in Woodstock. Auf Anregung von Lever und durch Kritiken von Forbes Watson wählte er die Aquarellmalerei als sein Hauptmedium. In einem Interview von 1935 betonte er, dass Aquarell es ermögliche, Form und Inhalt zu erfassen, während die Emotion lebendig bleibe – im Gegensatz zur Ölmalerei.

## Werk
Als Maler experimentierte Herman Trunk mit figürlicher Abstraktion und zählte zur New Yorker Avantgarde. In den 1920er- und 1930er-Jahren stellte er regelmäßig in New Yorker Galerien aus und nahm unter anderem an Ausstellungen im Whitney Museum of American Art sowie auf der Biennale in Venedig teil. Seine Arbeiten umfassten Stillleben, Landschaften, figürliche Darstellungen und florale Motive. In seinen späteren Arbeiten zeigte sich eine Tendenz zur geometrisch-architektonischen Abstraktion, die als „Proto-Pop“ interpretiert wird – als Vorläufer der Pop-Art der 1960er Jahre. Trunks Werk war Teil des Kunstwettbewerbs bei den Olympischen Sommerspielen 1932.
Seine persönlichen Aufzeichnungen, darunter Notizbücher mit Beschreibungen zahlreicher Gemälde, befinden sich in den Herman Trunk Papers im Smithsonian Archives of American Art. Die im Jahr 2009 gegründete Herman Trunk Foundation hat sich zum Ziel gesetzt, Herman Trunk einem breiteren Publikum bekannt zu machen und sein künstlerisches Erbe zu bewahren.